# Arrondissement de l'Haÿ-les-Roses

L'arrondissement de L'Haÿ-les-Roses est une division administrative française située dans le département du Val-de-Marne, en région Île-de-France.

## Histoire
L'arrondissement de L'Haÿ-les-Roses est créé au 1er janvier 1973 par le décret n° 72-1209 du 27 décembre 1972 portant création des arrondissements de Boulogne-Billancourt (Hauts-de-Seine) et de L'Haÿ-les-Roses (Val-de-Marne).

## Composition

### Composition avant 2015
- canton d'Arcueil
- canton de Cachan
- canton de Chevilly-Larue
- canton de Choisy-le-Roi
- canton de Fresnes
- canton de L'Haÿ-les-Roses
- canton d'Ivry-sur-Seine
- canton du Kremlin-Bicêtre
- canton de Thiais
- canton de Villejuif

Localisation de l'arrondissement avant 2015.

- canton de Villeneuve-Saint-Georges
- canton de Vitry-sur-Seine-1
- canton de Vitry-sur-Seine-2

### Découpage communal depuis 2015
Depuis 2015, le nombre de communes des arrondissements varie chaque année soit du fait du redécoupage cantonal de 2014 qui a conduit à l'ajustement de périmètres de certains arrondissements, soit à la suite de la création de communes nouvelles. Le nombre de communes de l'arrondissement de L'Haÿ-les-Roses est ainsi de 10 en 2015 et 18 en 2017.
Au 1er janvier 2024, l'arrondissement groupe les 18 communes suivantes :
1. Ablon-sur-Seine
2. Arcueil
3. Cachan
4. Chevilly-Larue
5. Choisy-le-Roi
6. Fresnes
7. Gentilly
8. L'Haÿ-les-Roses
9. Ivry-sur-Seine
10. Le Kremlin-Bicêtre
11. Orly
12. Rungis
13. Thiais
14. Valenton
15. Villejuif
16. Villeneuve-le-Roi
17. Villeneuve-Saint-Georges
18. Vitry-sur-Seine

## Démographie
En 2022, l'arrondissement comptait 579 162 habitants.
| 1968    | 1975    | 1982    | 1990    | 1999    | 2006    | 2011    | 2016    | 2021    |
| ------- | ------- | ------- | ------- | ------- | ------- | ------- | ------- | ------- |
| 231 328 | 247 387 | 231 499 | 232 828 | 236 803 | 249 475 | 388 799 | 558 539 | 578 438 |

| 2022    | - | - | - | - | - | - | - | - |
| ------- | - | - | - | - | - | - | - | - |
| 579 162 | - | - | - | - | - | - | - | - |

## Sous-préfets
| Période      | Période      | Identité                                 | Fonction précédente | Observation             |
| ------------ | ------------ | ---------------------------------------- | ------------------- | ----------------------- |
|              |              |                                          |                     |                         |
| 1990         | 1993         | Pierre-Henry Maccioni                    |                     |                         |
| 1993         | 1996         | Jean-Louis Blanchou                      |                     |                         |
| 1996         | 1998         | Hugues Bousiges                          |                     |                         |
| 1998         | 2004         | Christian Néraud Le Mouton de Boisdeffre |                     |                         |
| 2005         | 2009         | Didier Montchamp                         |                     |                         |
| 2009         | 2011         | Marc-Étienne Pinauldt                    |                     |                         |
| 2011         | 2016         | Ivan Bouchier                            |                     |                         |
| février 2016 | août 2016    | Michel Bernard                           |                     |                         |
| 24 août 2016 | 29 juin 2023 | Martine Laquièze                         |                     |                         |
| 30 juin 2023 | En cours     | Corinne Simon                            |                     | pour une durée de 3 ans |